# Datvia deserticola
Datvia deserticola là một loài ruồi trong họ Tachinidae.